# Tetrapterum weymouthii
Tetrapterum weymouthii är en bladmossart som beskrevs av Brotherus 1924. Tetrapterum weymouthii ingår i släktet Tetrapterum och familjen Pottiaceae. Inga underarter finns listade i Catalogue of Life.